# Liczba odwrotna

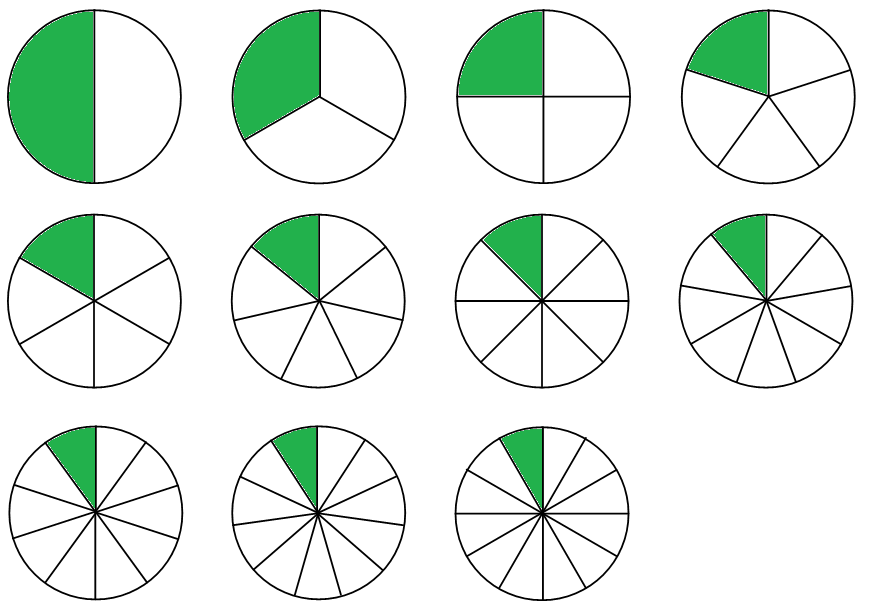
Odwrotności kolejnych liczb naturalnych od 2 do 12 przedstawione jako części kół.

Wykres funkcji: y = 1/x. Dla każdego x z wyjątkiem 0, y przedstawia jego odwrotność.

Liczba odwrotna do danej liczby {\displaystyle x} – taka liczba {\displaystyle y,} że {\displaystyle xy=1.} Wśród liczb rzeczywistych i szerzej zespolonych jest on określany przez funkcję {\displaystyle f(x)={\tfrac {1}{x}}} (zaliczaną do homografii).
W algebrze abstrakcyjnej występuje uogólnienie tego pojęcia: element odwrotny mnożenia, zapisywany zwykle jako {\displaystyle {\tfrac {1}{x}}} lub {\displaystyle x^{-1}.}

## Arytmetyka modularna
W tym kontekście również można określić element odwrotny do {\displaystyle n} modulo {\displaystyle p,} jeśli {\displaystyle p} i {\displaystyle n} są względnie pierwsze. Element taki można uzyskać, korzystając z rozszerzonego algorytmu Euklidesa dla {\displaystyle p} i {\displaystyle n.} Pozwala to określić działanie dzielenia w {\displaystyle \mathbb {Z} _{p}} dla pierwszych {\displaystyle p} (i częściowo dla innych {\displaystyle p}) jako mnożenie przez odwrotność.